# فهرست آثار ملی شهرستان شیراز
فهرست آثار ملی شهرستان شیراز بخشی از آثار ملی استان فارس در ایران است.
آثار ثبت‌شده در شهرستان شیراز در این فهرست شامل ۷۱۰ اثر است.